# Ted Turner (musicus)
Ted Turner (Sheldon (West Midlands), Birmingham, 2 augustus 1950), geboren als David Alan Turner, is een Brits gitarist en zanger. Op zijn 16e begon hij met gitaarspelen.
Zijn muzikale loopbaan begon bij King Biscuit, een bandje uit Birmingham (Engeland) en hij solliciteerde bij de nieuwe band van John Hiseman. In 1969 zochten Martin Turner (geen familie) en Steve Upton van The Empty Vessel een gitarist. Ted Turner en Andy Powell solliciteerden. Martin en Steve konden geen keus maken en zo kwam Wishbone Ash aan twee leadgitaristen en geen toetsenist. Na vier studioalbums en een livealbum stapte Turner uit de band, hij werd opgevolgd door Laurie Wisefield. Tussendoor speelde hij mee op John Lennons Imagine (1971), nummer Crippled Inside.
In 1974 na Wishbone Four stapte Turner uit Wishbone Ash en trok de wereld rond. Hij ging zich onder meer bemoeien met World Man Band, gebaseerd en gemodelleerd naar Richard Buckminster Fuller. Vanuit zijn toenmalige woonplaats New Orleans vertrok hij naar Los Angeles om te werken met Billy Preston, George Harrison en Al Stewart. Net als zijn ex-band Wishbone Ash ging Turner terug naar Engeland en deed werk met Stewart Copeland, Gene October en Brian James. Engeland beviel niet (meer) en hij vestigde weer in de Verenigde Staten waar hij zijn vrouw vond en een nieuwe band, genaamd Choice. Daarin zaten ook Greg Cook (gitaar, toetsen, zang), Robin Hewlett (basgitaar) en Bobby Dean Wickland (drums). In 1982 maakte hij deel uit van het heropgerichte Badfinger, waarmee hij toerde. Daarna was het komen en gaan van artiesten zoals Brian Auger, Rod Stewart en Sugar Blue.
Manager Miles Copeland van toenmalige Wishbone Ash startte een nieuw label No Speak en wilde een album van Ash zonder zang. Hij stelde als voorwaarde dat het de originele samenstelling moest zijn en Turner maakte daar deel van uit. Het album Nouveau calls (een woordspeling op no vocals) verscheen gevolgd door een tournee. Hij was er dan ook bij toen Copeland zijn Night of the Guitar tournee startte waarin naast Turner ook Andy Powell speelde, maar bijvoorbeeld ook Randy California, Peter Haycock, Steve Howe, Steve Hunter, Robby Krieger, Leslie West, Alvin Lee en Jan Akkerman.
De reünietournees hielden aan tot 1994, waarna Turner besloot er weer mee te stoppen. In datzelfde jaar verloor hij zijn zoon Kipp in een verkeersongeluk te Scottsdale (Arizona). Daarna is Turner nog terug te vinden op zijn eigen album Eclektic value (2010) en speelde hij af en toen mee met Martin Turner's Wishbone Ash, de schaduwband van het echte Wishbone Ash. Zijn belangrijkste bijdragen zijn en blijven echter de eerste vijf albums van Wishbone Ash, waaronder een klassieker uit de gitaarrock Argus.